# Taizé, Saône-et-Loire
Taizé är en kommun i departementet Saône-et-Loire i regionen Bourgogne-Franche-Comté i östra Frankrike. Kommunen ligger i kantonen Saint-Gengoux-le-National som tillhör arrondissementet Mâcon. År 2022 hade Taizé 196 invånare.
I Taizé ligger en kommunitet som tar emot ett stort antal besökare varje år.

## Befolkningsutveckling
Antalet invånare i kommunen Taizé
| Referens: INSEE |